# 凱文·麥哈特爾
凱文·麥哈特爾（英語：Kevin McHattie；1993年7月15日—）是一位蘇格蘭足球運動員。在場上的位置是左後衛。出身哈茨足球俱樂部，期間被外借至阿洛厄。現時效力蘇格蘭足球超級聯賽球會基马诺克足球俱乐部。他也代表蘇格蘭各級青年國家隊參賽。

## 外部連結
- Uefa Profile